# Microgaster grangeri
Microgaster grangeri är en stekelart som beskrevs av Roy D. Shenefelt 1973. Microgaster grangeri ingår i släktet Microgaster och familjen bracksteklar. Inga underarter finns listade i Catalogue of Life.